# 2017 en Colombie-Britannique
Chronologie de la Colombie-Britannique
- 2013
- 2014
- 2015
- 2016
- 2017
- 2018
- 2019
- 2020
- 2021

Cette page concerne des événements qui se sont produits durant l'année 2017 dans la province canadienne de Colombie-Britannique.

## Politique
- Premier ministre : Christy Clark (Parti libéral)
- Chef de l'Opposition : John Horgan (NPD)
- Lieutenant-gouverneur : Judith Guichon
- Législature : 40e

## Événements

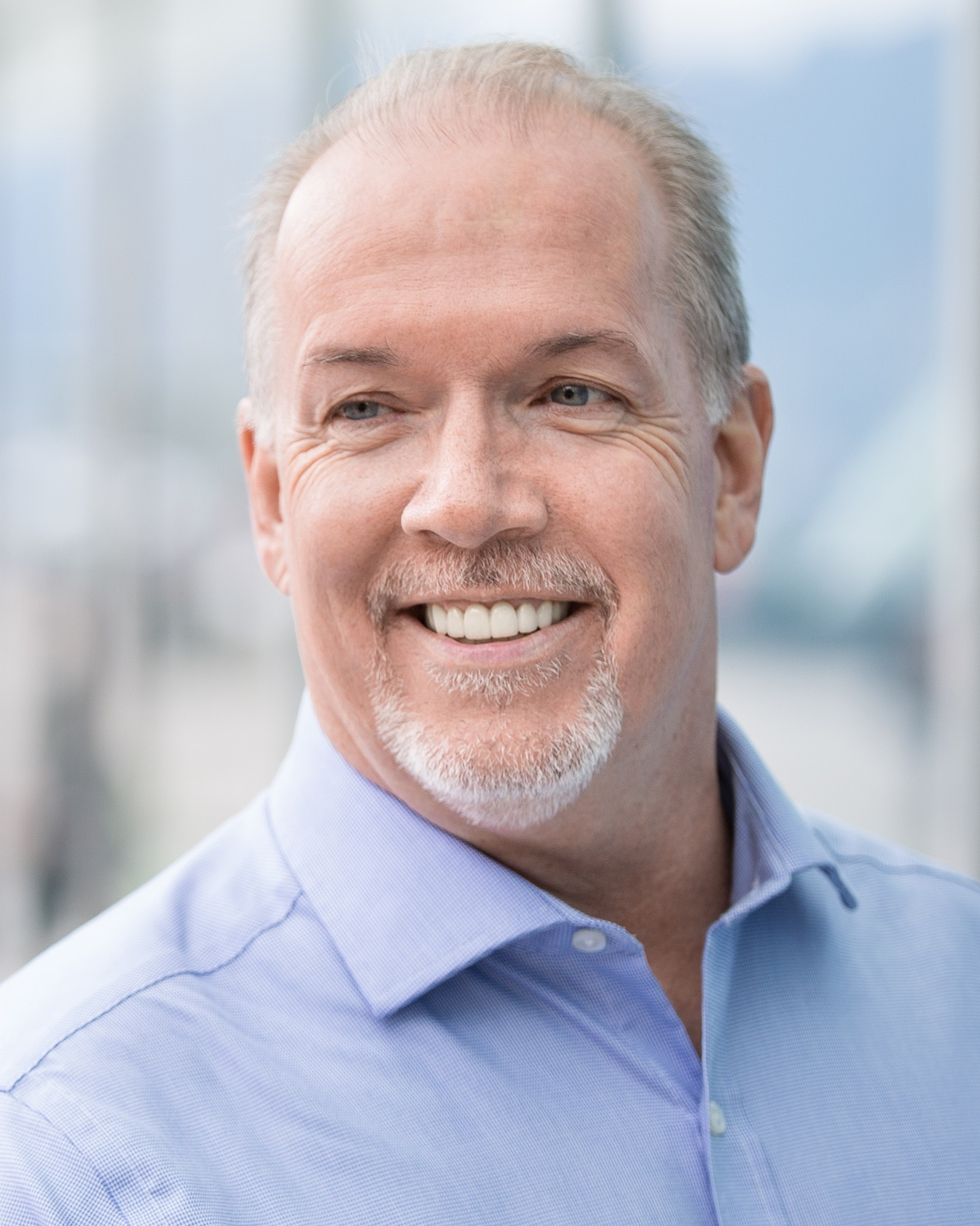
John Horgan

- Découverte sur l'Île du Triquet, territoire revendiqué par la nation Heiltsuk, au large de la Colombie-Britannique, du plus vieux village d'Amérique du Nord, vieux de 14 000 ans , il témoigne d'un peuplement de l'Amérique plus ancien qu'on ne le pensait[1].

- Début de la construction du  George Massey Tunnel Replacement Bridge , pont qui devrait être achevé en 2022 et qui remplacera le  George Massey Tunnel entre Delta (Colombie-Britannique) et Richmond (Colombie-Britannique)[2].

- Achèvement du  Brock Commons , immeuble de logements pour étudiants à structure bois de 18 étages (53 mètres), situé 6088 Walter Gage Road à Vancouver[3].

- Avril : ouverture à Cranbrook du procès de deux mormons radicaux polygames. L'un d'eux revendique, selon l'acte d'accusation, 24 femmes et 146 enfants[4].

- 1 mai : tremblement de terre de magnitude 6,2 dont l'épicentre était situé à environ 127 kilomètres au sud-ouest de Whitehorse au Yukon, ressenti également en Colombie-Britannique et en Alaska[5].

- 9 mai : les 41e élection générale britanno-colombienne se tient pour élire les députés provinciaux dans les 87 circonscriptions britanno-clombiennes.

- 18 juillet : John Horgan devient premier ministre de la province.

## Décès
- 1 janvier à Victoria (Colombie-Britannique) : Lorne Loomer (né le 11 mars 1937  à Victoria (Colombie-Britannique)[6]), rameur d'aviron canadien.

- 2 janvier : Peter Pollen (en), maire de Victoria.